# Казе Кочакавало (Авелино)
Казе Кочакавало је насеље у Италији у округу Авелино, региону Кампанија.
Према процени из 2011. у насељу је живело 36 становника. Насеље се налази на надморској висини од 377 м.